# Hệ thống các trường Bồ Đề
Trường Bồ Đề là một hệ thống giáo dục tư thục của Phật giáo Việt Nam do Giáo hội Phật giáo Việt Nam Thống nhất điều hành thời Việt Nam Cộng hòa. Trường Bồ Đề dựa trên căn bản giáo dục trẻ em không chỉ về mặt kiến thức mà cả mặt tâm linh theo triết lý Phật giáo. Tuy có dạy một số giờ giáo lý nhưng chương trình học trong các trường Bồ Đề vẫn theo chương trình mà Bộ Quốc gia Giáo dục đã đề ra, giống như trong các cơ sở giáo dục công lập và tư thục khác.

## Lịch sử
Ngôi trường Bồ Đề đầu tiên thành hình vào năm 1952 ở Huế do Hội Tăng già Trung Việt tổ chức. Sang thời Việt Nam Cộng hòa, những tổ chức cư sĩ Phật giáo cũng đã theo đó đóng góp gây dựng lên nhiều cơ sở khắp miền Nam Việt Nam. Năm 1963, miền Nam đã có 163 trường Bồ Đề. Khi Giáo hội Phật giáo Việt Nam Thống nhất thành lập thì Hiến chương 1964 của Giáo hội gom các trường Bồ Đề lại và đặt dưới sự điều hành của Vụ Giáo dục thuộc Tổng vụ Văn hóa và Giáo dục, Viện Hóa Đạo.
Tính đến năm 1970 trên toàn quốc có 137 trường Bồ Đề, trong đó có 65 trường trung học. Tổng số học sinh là 58.466.
Sau năm 1975, dưới chính thể Cộng hòa Xã hội Chủ nghĩa Việt Nam, toàn thể hệ thống giáo dục này bị giải thể khi tất cả những cơ sở giáo dục tư thục đều phải ngưng hoạt động.

## Nhân vật liên quan
- Giáo sư Huỳnh Diệu: hiệu trưởng trường Bồ Đề Tuy Hòa, sau là dân biểu Quốc hội 1967-71 thời Đệ Nhị Cộng hòa Việt Nam.[5]